# Jared Stroud
Jared Stroud (Chester Borough, 1996. július 10. –) amerikai labdarúgó, a DC United csatára.

## Pályafutása
Stroud a New Jersey állambeli Chester Borough községben született. Az ifjúsági pályafutását a PDA akadémiájánál kezdte.
2018-ban mutatkozott be a New York Red Bulls tartalék, majd 2020-ban az első osztályban szereplő felnőtt keretében. 2021-ben az újonnan alakult Austin csapatához igazolt. Először a 2021. április 18-ai, Los Angeles ellen 2–0-ra elvesztett mérkőzés 59. percében, Rodney Redes cseréjeként lépett pályára. Első gólját 2021. november 4-én, a Sporting Kansas City ellen hazai pályán 3–1-re megnyert találkozón szerezte meg. 2022. november 7-én egyéves szerződést kötött a St. Louis City együttesével. 2023. február 26-án, az Austin ellen idegenben 3–2-es győzelemmel zárult bajnokin debütált és egyben megszerezte első gólját is a klub színeiben. 2023. december 12-én a DC United szerződtette.

## Statisztikák
2024. augusztus 10. szerint
| Klub               | Szezon   | Osztály  | Bajnokság | Bajnokság | Kupa  | Kupa | Nemzetközi | Nemzetközi | Összesen | Összesen |
| Klub               | Szezon   | Osztály  | Meccs     | Gól       | Meccs | Gól  | Meccs      | Gól        | Meccs    | Gól      |
| ------------------ | -------- | -------- | --------- | --------- | ----- | ---- | ---------- | ---------- | -------- | -------- |
| New York Red Bulls | 2020     | MLS      | 21        | 0         | 0     | 0    | —          | —          | 21       | 0        |
| Austin             | 2021     | MLS      | 22        | 1         | 0     | 0    | —          | —          | 22       | 1        |
| Austin             | 2022     | MLS      | 5         | 0         | 0     | 0    | —          | —          | 5        | 0        |
| St. Louis City     | 2023     | MLS      | 33        | 5         | 2     | 0    | 2          | 0          | 37       | 5        |
| DC United          | 2024     | MLS      | 24        | 2         | 0     | 0    | 3          | 2          | 27       | 4        |
| Összesen           | Összesen | Összesen | 105       | 8         | 2     | 0    | 5          | 2          | 112      | 10       |